# Mad Season
«Mad Season» — американський супергурт, заснований у 1994 році учасниками відомих рок-гуртів Screaming Trees, Alice in Chains та Pearl Jam в Сієтлі. Гурт виконував пісні в жанрі грандж та альтернативний рок. Mad Season випустили лише один альбом Above у березні 1995, який пройшов сертифікацію RIAA та отримав статус золотого в липні того ж року. 

## Історія

### Початок (1994—1995)
У 1994 році гітарист Pearl Jam Майкл МакКріді проходив курс реабілітації від алкогольної та наркотичної залежності у клінці в місті Міннесота, де він випадково зустрів басиста Джона Бейкера Сандерса. Згодом вони обоє повернулися до міста Сієтл і створили гурт з барабанщиком Барретом Мартіном. МакКріді вже грав на той час у групах Pearl Jam та Temple of the Dog, Мартін виступав з Skin Yard та Screaming Trees, а Сандерс з Little Pat Rushing, Hubert Sumlin, Sammy Fender, та The Lamont Cranston Band. Це тріо одразу написало текст до перших двох пісень — «Wake Up» and «River of Deceit», які згодом з'явилися у першому альбомі «Above». Незабаром МакКріді привів свого друга, фронтмена групи Alice in Chains Лейна Стейлі.
Незабаром МакКріді організував перший виступ групи в «the Crocodile Cafe», який мав відбутися 12 жовтня 1994 року, хоча на той момент гурт не мав жодної завершеної пісні та готової назви. Пісня «Artificial Red» з'явилася під час виступу і увійшла до дебютного альбому. Гурт обрав собі назву The Gacy Bunch, в честь серійного вбивці, якого звали Джон Вейн Гейсі, та популярного ситкому «The Brady Bunch».

### Above (1995)
Ставши популярним, після виступу на шоу Pearl Jam гурт записав свій дебютний та останній альбом «Above» та змінив назву на Mad Season. Таким терміном називають період року, коли гриби роду Psilocybe semilanceata цвітуть, МакКріді асоціював дану назву з періодом алкогольного та наркотичного сп'янінь". Альбом «Above» гурт записав у Сієтлі, на студії Bad Animals Studio. Він складався з 10 пісень. Участь в записі брав і вокаліст групи Screaming Trees Марк Ленеган. Одного разу МакКріді сказав, що даний альбом вони записали за 7 днів. Офіційно альбом випустили 14 березня 1995 року. Він посів 24 сходинку в списку the Billboard 200.

### Спокій, Disinformation (1996—1999)
Гурт продовжував виступати до весни 1995 року. Згодом вони вирішили зробити паузу, щоб учасники супергурту змогли повернутися до своїх основних колективів. Протягом цього періоду вони випустили фільм «Live at the Moore», який був записом їхнього виступу в Сієтлі 29 квітня 1995 року. Також гурт створив власний кавер на пісню «I don't wanna be a soldier», яку написав Джон Леннон. Ця пісня увійшла до альбому, присвяченому The Beatles. У 1996 році пісня «River of Deceit» була на обкладниці альбому «Bite Back: Live at Crocodile Cafe», хоча МакКріді та Мартін повернулися до своїх основних колективів.
У 1997 році МакКріді, Сандерс та Мартін намагалися відновити Mad Season, але здоров'я Стейлі було в жахливому стані через нароктичну залежність фронтмена, він припинив виступати після останнього шоу Alice in Chains, яке відбулося 1996 року. Гурт залишився без вокаліста. Учасники прийняли рішення запросити Марка Ленегана, учасники групи Screaming Trees, який вже брав участь у записі першого альбому. Гурт вирішив змінити назву наприкінці 1997 року на Disinformation.
У 1998 році почалася робота над дебютним альбомом, хоча учасникам було дуже складно зустрітися в один час через щільні графіки. У 1999 році трапляється ще одна трагедія — смерть Джона Бейкера Сандерса від передзування наркотиками. МакКріді та Сандерс були дуже близькими друзями на той час, Майкл дуже важко переживав смерть напарника. Жодних оголошень гурт не робив з того часу, хоча Стейлі в 1999 році сказав під час одного з інтерв'ю, що гурт більше не віновить свою діяльність ніколи.

### Після розпаду
Після смерті Сандерса МакКріді повернувся до Pearl Jam. Незабаром він створив новий колектив The Rockfords. Мартін також повернувся до Screaming Trees, поки група не розпалася у 2000 році, згодом він став барабанщиком гуртів R.E.M. та Tuatara. Стейлі також на деякий час повернувся до Alice in Chains, поки остаточно не зник з поля зору публіки. Ленеган почав сольну кар'єру, працював з Queens of the Stone Age, Isobel Campbell та Greg Dulli під назвою «The Gutter Twins» над альбомом «Ballad of the Broken Seas».
28 лютого 2010 року МакКріді виступив у Сієтлі з Velvet Revolver, басистом групи Guns N' Roses Даффом Маккоганом, басистом гурту Fastbacks Кімом Варніком, колишнім учасником гуртів Alien Crime Syndicate, Sirens Sister та Vendetta Red басистом Джефом Роузом. Під час цього виступу учасники виконали багато каверів відомих пісень, але особливим став момент виконання пісні «River of Deceit», яку не виконували з моменту розпаду Mad Season.

### Возз'єднання
У 1996 році група вирішила зробити паузу через проблеми Лейна Стейлі із залежністю та щільні графіки інших учасників. Гурт робив спроби відновити діяльність наприкінці 90-х років без участі Стейлі, однак розпався 1999 році через смерть басиста Джона Сандерса від передозування наркотиками. Лейн Стейлі теж помер через декілька років від передозування. Мартін та МакКріді двічі возз'єднувалися у 2012 та 2014.
23 березня 2012 року Майкл МакКріді та Баррет Мартін виступили в Сієтлі. До них приєднався Джефф Роуз та Рік Фріел.
У 2012 Баррет Мартін, Майкл МакКріді, Даф Маккоган, Джефф Енджл, Бенджамін Андерсон працювали над альбомом Walking Papers. Натхненні цією співпрацею, Мартін, МакКріді та МакКоган відновили роботу над матеріалами Mad Season.
Legacy Recordings випустив покращену версію альбому «Above» у квітні 2013 року. Вона складалась з оновленої версії альбому, каверу на пісню «I Don't Wanna Be a Soldier», деяких невидадних треків з незавершеного альбому з текстами та вокалом Марка Ленегана, запису «Live at the Moore».\
Mad Season виступили ще раз на концерті «Sonic Evolution» 30 січня 2015 в Benaroya Hall, Сієтл. Кріс Корнелл був вокалістом замість Стейлі, а Дафф МакКоган замість Сандерса.

### Новий матеріал
В липні 2015 Баррет Мартін сказав, що записує новий матеріал з Майклом МакКріді та Даффом МакКоганом. Так утворився новий проект «The Levee Walkers», який випустив пісні «Freedom Song» «Tears for the West» у 2016, «All Things Fade Away» у 2017
.

## Стиль
МакКріді описав пісні Mad Season як «some jazzy stuff, some blues, some arena rock». Stephen Thomas Erlewine сказав, що альбом звучить, як суміш Alice in Chains та Pearl Jam, з серйозністю Alice in Chains та Pearl Jam 90-х років та роком 70-х. Протягом написання текстів пісень Стейлі читав книгу «The Prophet», яку написав Kahlil Gibran. Вона значно вплинула на нього і загальний настрій альбому.

## Учасники

### Основний склад
- Лейн Стейлі — вокал, ритм-гітара (1994—1997)
- Майкл МакКріді — гітара (1994—1999, 2012, 2014—2015)
- Джон Бейкер Саундерс — бас-гітара (1994—1999)
- Баррет Мартін — барабани (1994—1999, 2012, 2014—2015)
- Марк Ланеґан — вокал (1997—1999)

### Інші учасники
- Skerik — саксофон, перкусія (1994—1995)
- Кріс Корнелл — вокал (2015)
- Дафф Макаган — бас-гітара (2015)

## Дискографія

### Студійні альбоми
| Рік  | Деталі                                                                                               | Навища позиція в чартах | Навища позиція в чартах    | Навища позиція в чартах | Навища позиція в чартах | Навища позиція в чартах | Music recording sales certification |
| Рік  | Деталі                                                                                               | US                      | Canadian Albums Chart\|CAN | NOR                     | SWE                     | UK                      | Music recording sales certification |
| ---- | --- | ----------------------- | -------------------------- | ----------------------- | ----------------------- | ----------------------- | ----------------------------------- |
| 1995 | Above - Виданий: 14 березня 1995 - Лейбл: Columbia - Формат: CD, компакт-касета, грамофонна платівка | 24                      | 65                         | 24                      | 46                      | 41                      | - US: Gold                          |

### Сингли
| Рік                                       | Пісня                   | Найвища позиція в чартах | Найвища позиція в чартах | Найвища позиція в чартах | Найвища позиція в чартах | Альбом |
| Рік                                       | Пісня                   | US Alt.                  | US Main.                 | CAN                      | CAN Alt.                 | Альбом |
| ----------------------------------------- | ----------------------- | ------------------------ | ------------------------ | ------------------------ | ------------------------ | ------ |
| 1995                                      | «River of Deceit»       | 9                        | 2                        | 68                       | 8                        | Above  |
| 1995                                      | «I Don't Know Anything» | —                        | 20                       | —                        | —                        | Above  |
| 1995                                      | «Long Gone Day»         | —                        | —                        | —                        | —                        | Above  |
| «—» означає, що сингл не увійшов до чарту |                         |                          |                          |                          |                          |        |

### Офіційні кліпи
- 1995 — «River of Deceit»